# Momonari Kabuto
Der Momonari Kabuto, auch (jap. pfirsichförmiger Helm), ist ein Helm der von japanischen Samurai zu ihrer Rüstung (Yoroi) getragen wird.

## Beschreibung
Der Momonari Kabuto besteht aus Eisen. Er ist mit einer hohen Kalotte ausgestattet, die in der Form an die europäischen Cabasset erinnert. Nach dem Eintreffen der ersten Europäer wurde dieser Kabuto nach dem Vorbild deren Helme gestaltet. Die Form der europäischen Rüstungen fand in Japan große Beliebtheit und wurde in die traditionellen Gegenstände wie auch Rüstungen (Hatomune-Dō) aufgenommen. Trotzdem wurden die traditionellen Bestandteile der Kabuto weiter verwendet und der europäischen Helmform hinzugefügt. Die zusätzliche Ausschmückung der Helme kann sehr stark variieren. Allgemein wird an den Helmen ein Seitenschutz (jap. Fukigaeshi), ein Nackenschutz (jap. Shikoro), eine Helmzier (jap. Maedate und Wakidate) sowie ein Befestigungsband (jap. Shinobi-O-Noh) angebracht um den Helm am Kopf zu fixieren. Zu dieser Helmart wurden oft die Gesichtsmasken (jap. Menpo) getragen. Die Helme wurden in Japan oft in verschiedenen Farben lackiert. Dies diente zur Dekoration, aber auch um das Metall des Helmes vor Witterungseinflüssen zu schützen.